# (6559) Nomura
(6559) Nomura es un asteroide perteneciente al cinturón de asteroides, región del sistema solar que se encuentra entre las órbitas de Marte y Júpiter, descubierto el 3 de mayo de 1991 por Matsuo Sugano y el también astrónomo Kōyō Kawanishi desde el Observatorio de Minami-Oda, Japón.

## Designación y nombre
Designado provisionalmente como 1991 JP. Fue nombrado en honor a Toshiro Nomura (nacido en 1954), profesor de ciencias en la escuela secundaria Nada en Kobe. Como director de la sucursal de Kobe de la Asociación Astronómica Oriental, está haciendo todo lo posible para popularizar la astronomía. Ha visitado Tunguska varias veces con sus colegas para buscar meteoritos desde 1992.

## Características orbitales
Nomura está situado a una distancia media del Sol de 2,348 ua, pudiendo alejarse hasta 2,918 ua y acercarse hasta 1,779 ua. Su excentricidad es 0,242 y la inclinación orbital 9,722 grados. Emplea 1314,30 días en completar una órbita alrededor del Sol.

## Características físicas
La magnitud absoluta de Nomura es 14,11. Tiene 9,405 km de diámetro y su albedo se estima en 0,072. 